# Japanski kalendar
Јаpanski kalendar obuhvata opseg zvaničnih i nezvaničnih sistema. Dana 1. januara 1873. godine Japan je prihvatio gregorijanski kalendar. Pre toga se Japan služio kineskim lunisolarnim kalendarom još od 7. veka. Japanske ere su još uvek u upotrebi.

## Sistemi brojanja godina
Tri sistema računanja godina su bila na snazi u Japanu otkad je u Japanu prihvaćeno računanje po gregorijanskom kalendaru:
- carska godina (jap. 皇紀, kōki), kojoj su osnove na mitskom osnivatelju Japana, cara Džinma 660. p. n. e.
- japanska razdoblja (jap. 年号, nengō), kojima je osnova vladanje trenutnog japanskog cara, čime je sadašnja godina 2025 Heisei 37.
- gregorijanski kalendar (Anno Domini) (jap. 西暦, seireki)

Od ta tri, dva su danas ostala na snazi.
Carski sistem brojanja godina (koki) ostao je u od 1872. do Drugog svetskog rata. Carska godina 1. (Koki 1) bila je godina kad je mitski car Džinmu osnovao Japan, što je prema gregorijanskom kalendaru bilo 660. p. n. e. U smislu nacionalne svesti, koki obuhvata dugu istoriju Japana i carske porodice jer prikazuje veću brojku nego hrišćansko brojanje godina od Hristovog rođenja. Koki 2600 (odnosno 1940) je bila posebna godina. Za tu su obletnicu bile planirane Letnje olimpijske igre 1940. i Svetska izložba u Tokiju, ali bilo je neophodno da se odlože zbog izbijanja Drugog kinesko-japanskog rata. Japanski avion Zero dobio je ime po ovoj godini. Nakon drugog svetskog rata kad su SAD okupirale Japan prekinule su upotrebu kokija u službenim krugovima. Danas se koki retko koristi, osim u nekim pravnim kontekstima.

### Prestupne godine
Zakon iz 1898. koji je odredio koje će godine biti prestupne godine službeno je utemeljen na računanju godina po kokiju: ako je broj godine od ustoličenja cara Džinmua deljiv sa četiri, godina je prestupna. Ako se među godinama koje su deljive sa 100 kad se oduzme 660 od godine po kokiju (odnosno godina posle Hristovog rođenja), ako količnik nije deljiv sa četiri, onda to nije prestupna godina.
Tako je na primer godina po kokiju 2560 (=1900. po Hristovom rođenju) deljiva sa 4. 2560 umanjen za 660 je 1900 što je deljivo sa 100. Ali, 1900/100 = 19 koje nije deljivo sa 4, tako da koki 2560 nije prestupna godina, kao i u većem delu ostatka sveta. Stoga su prestupne godine u Japanu iste kao one u gregorijanskom kalendaru.

## Dani u mesecu
Svaki dan u mesecu ima polusustavno ime. Imena generalno sadrže japansko čitanje ( kun ) brojeva do broja deset te kinesko čitanje (on) za dalje brojeve, uz nekoliko izuzetaka. Donji prikaz pokazuje pisanje datuma tradicionalnim brojevima, mada je većina arapskih cifara (１日, ２日, ３日, etc.) vrlo uobičajena u svakodnevnom pisanju, praktično na nivou norme.
| 1.  | 一日   | cuitači (može se čitati i kao ičiniči, posebno u pravnoj i poslovnoj komunikaciji) | 16. | 十六日   | juroku-niči           |
| 1.  | 一日   | cuitači (može se čitati i kao ičiniči, posebno u pravnoj i poslovnoj komunikaciji) | 17  | 十七日   | jušiči-niči           |
| 2.  | 二日   | fucuka                                                                             | 18. | 十八日   | juhači-niči           |
| 3.  | 三日   | mika                                                                               | 19. | 十九日   | juku-niči             |
| 4.  | 四日   | joka                                                                               | 20. | 二十日   | hacuka                |
| 5.  | 五日   | icuka                                                                              | 21. | 二十一日 | nijuiči-niči          |
| 6.  | 六日   | muika                                                                              | 22. | 二十二日 | nijuni-niči           |
| 7.  | 七日   | nanoka                                                                             | 23. | 二十三日 | nijusan-nili          |
| 8.  | 八日   | joka                                                                               | 24. | 二十四日 | nijujoka/nijujon-niči |
| 9.  | 九日   | kokonoka                                                                           | 25. | 二十五日 | nijugo-niči           |
| 10. | 十日   | toka                                                                               | 26. | 二十六日 | nijuroku-niči         |
| 11. | 十一日 | juiči-niči                                                                         | 27. | 二十七日 | nijušichi-niči        |
| 12. | 十二日 | juni-niči                                                                          | 28. | 二十八日 | nijuhachi-niči        |
| 13. | 十三日 | jusan-niči                                                                         | 29. | 二十九日 | nijuku-niči           |
| 14. | 十四日 | jujoka/jujon-niči                                                                  | 30. | 三十日   | sanju-niči            |
| 15. | 十五日 | jugo-niči                                                                          | 31. | 三十一日 | sanjuiči-niči         |

Cuitači je sažeti oblik od cuki-tači, koji znači „početak meseca”. Zadnji dan u mesecu zove se cugomori, što znači „skriveni Mesec”. Ova klasična reč dolazi iz tradicije lunisolarnog kalendara. Trideseti dan u mesecu još se naziva imenom misoka, a 20. dan u mesecu se naziva imenom hacuka. U današnje vreme su uobičajeniji nazivi po obrascu broj od 28 do 31 + niči. Ipak, misoku se više koristi u ugovorima i slično, naglašavajući time da bi plaćanje trebalo biti na ili do zadnjeg dana u mesecu, bez obzira na koji datum pada zadnji dan. Zadnji dan u godini zove se omisoka ( 大晦日, „veliki 30. dan”). Ta se reč koristi i danas.
Postoji tradicija upotrebe reči kičijitsu („dan koji je dobar” ili „srećan dan”) za ceremonijalne priredbe kao što su dan sastavljanja pozivnice za svadbu ili dan izgradnje spomen-ploče. On nije priznat kao zakonski pokazatelj valjanog datuma. Tako na primer oporuka koja sadrži reč kičijicu kao njen datum sastavljanja nije zakonski valjana.

## Godišnja doba
| Ime     | Japansko ime | Latinično | Tradicijski nadnevci     |
| ------- | ------------ | --------- | ------------------------ |
| proleće | 春           | haru      | 4. februar - 5. maj      |
| leto    | 夏           | nacu      | 6. maj - 7. avgust       |
| jesen   | 秋           | aki       | 8. avgust - 6. novembar  |
| zima    | 冬           | fuјu      | 7. novembra - 3. februar |

### Posebni datumi godišnjih doba
Određeni datumi imaju posebna imena radi označavanja promene godišnjih doba. Seki (jap. 二十四節気, nijūshi sekki, kineski: jieqi) su dani koji dele solarnu godinu na četiri jednaka dela. Zasecu (雑節) je kolektivni izraz za sve ostale dane godišnjih doba, dane koji nisu seki. Ko (jap. 七十二候, šičijuni ko) su dani koji se dobijaju daljim deljenjem sekija na tri dela. Oni su dobili ime prema redovnoj promeni vremenskih prilika u severnoj Kini, tako da imena ne odgovaraju promenama svojstvena klimi japanskih ostrva. Neka od tih imena kao šunbun, risšu i toji su još česta u svakodnevnom životu u Japanu.
| Ime       | Današnje japansko ime | Staro japansko ime |
| --------- | --------------------- | --- |
| januar    | 一月 (ičigacu)        | mucuki, 睦月 |
| februar   | 二月 (nigatsu)        | kisaragi, 如月 ili kinusaragi, 衣更着 |
| mart      | 三月 (sangatsu)       | jajoi, 弥生 „novi život” |
| april     | 四月 (šigacu)         | uzuki, 卯月 "mesec u-no-hane". U-no-hana (卯の花) je cvet iz roda Deutzia. |
| maj       | 五月 (gogacu)         | sacuki, 皐月 ili sanaecuki, 早苗月 |
| jun       | 六月 (rokugatsu)      | minacuki, 水無月, „mesec vode”. Znak 無 koji obično znači „izočan” ili „nema”, ovdje znači ateji, koji se koristi samo za zvuk „na”. U ovom imenu na ima prisvojno značenje, tako da minazuki znači „mesec vode”, a ne „mesec bez vode”, što je u vezi s poplavljivanjima rižinih polja, koja zahtevaju mnogo vode. |
| jul       | 七月 (šičigacu)       | fumizuki, 文月 |
| avgust    | 八月 (hačigacu)       | hazuki, 葉月. U starom je japanskom je nazivan 葉落ち月 (haočizuki). |
| septembar | 九月 (kugacu)         | nagacuki, 長月 |
| oktobar   | 十月 (jugacu)         | kanazuki ili kaminazuki, 神無月 |
| novembar  | 十一月 (jūichigatsu)  | šimocuki, 霜月 |
| decembar  | 十二月 (junigacu)     | šivasu, 師走 |

## Istorija
Tokom vekova, Japan je koristio do četiri sistema za označavanje godina: kineski seksagenarni ciklus, naziv ere (元号 gengō) sistem, japanska carska godina (皇紀 kōki, or 紀元 kigen) i zapadna nova era (Anno Domini) (西暦 seireki) sistem. U 21. veku, međutim, sistem ere (gengo) i zapadni sistem (seireki) su jedini koji se još uvek koriste.

### Kineski kalendar
Lunisolarni kineski kalendar uveden je u Japan preko Koreje sredinom šestog veka. Nakon toga, Japan je izračunao svoj kalendar koristeći različite procedure kineskog kalendara, a od 1685. koristeći japanske varijacije kineskih procedura. Njegov seksagenarni ciklus se često koristio zajedno sa nazivima epoha, kao u gore prikazanom Ise kalendaru iz 1729. godine, koji je za „14. godinu Kioho, cu;i-no-to no tori“, i.e., 己酉.
U modernim vremenima, stari kineski kalendar se praktično ignoriše; proslave lunarne nove godine su stoga ograničene na kineske i druge azijske imigrantske zajednice. Međutim, njegov uticaj se i dalje može osetiti u ideji o „srećnim i nesrećnim danima“, tradicionalnom značenju imena svakog meseca i drugim karakteristikama modernih japanskih kalendara.

### Imena era (gengō)
Sistem naziva ere (元号 gengō) (ili, striktno govoreći, gengō (元号)) je takođe uveden iz Kine, i u stalnoj je upotrebi od 701. godine. Vladajući car bira ime povezano sa njihovim epohama vladavine; pre 1868. godine, višestruka imena su birana tokom iste careve vladavine, kao što su sećanje na veliki događaj. Na primer, vladavina cara Komeja (1846–1867) bila je podeljena na sedam epoha, od kojih je jedna trajala samo godinu dana. Počevši od Komejevog unuka, cara Tajša 1912. godine, postojao je samo jedan gengo po caru koji predstavlja celu njihovu vladavinu.
Nengo sistem je i dalje u širokoj upotrebi, posebno na zvaničnim dokumentima i obrascima vlade. Takođe je u opštoj upotrebi u privatnom i ličnom poslu.
Sadašnja era, Reiva, je zvanično počela 1. maja 2019. godine. Naziv nove ere objavila je japanska vlada 1. aprila 2019, mesec dana pre Naruhitovog nasleđa na prestolu. Prethodna era, Heisei, završila je 30. aprila 2019, nakon što je bivši japanski car Akihito abdicirao sa prestola. Reiva je ime prve ere čiji likovi potiču iz japanskog korenskog izvora; Imena prethodnih epoha preuzeta su iz kineske klasične književnosti.

## Literatura
- Brown, Delmer Myers; Ishida, Ichirō (1979). The Future and the Past: A Translation and Study of the Gukanshō, an Interpretative History of Japan Written in 1219. Berkley: University of California Press. ISBN 978-0-520-03460-0. OCLC 251325323.
- Titsingh, Isaac. (1834). Nihon Odai Ichiran; ou, Annales des empereurs du Japon. Paris: Royal Asiatic Society, Oriental Translation Fund of Great Britain and Ireland. OCLC 5850691
- Varley, H. Paul (1980). A Chronicle of Gods and Sovereigns: Jinnō Shōtōki of Kitabatake Chikafusa. New York: Columbia University Press. ISBN 978-0-231-04940-5. OCLC 59145842.

## Spoljašnje veze
- Tablice japanskog kalendara Архивирано на веб-сајту  (15. март 2016)
- Povijest japanskog kalendar u knjižnici Nacionalnog parlamenta
- Mjesečev kalendar u Japanu
- Japanski mjesečev kalendar Архивирано на веб-сајту  (26. септембар 2011) Mehanika japanskog mjesečevog kalendara i naputci za uporabu NengoCalc-a (vidi ispod)
- Koyomi no Архивирано на веб-сајту  (22. јул 2011)
- Koyomi no hanashi
- Kalkulator rokuyōa
- Kalendar rokuyōa  Архивирано на веб-сајту  (20. август 2008)
- Pretvaranje kršćanskih godina u japanske godine Pretvaranje gregorijanskih kalendarskih godina u godine era japanskih careva (nengo)
- Japanese Year Dates Архивирано на веб-сајту  (20. мај 2012) Potanko objašnjenje godina vladanja, era, cikličnih godina, zapadnih godina, carskih godina
- NengoCalc (alat za preračunavanje japanskih nadnevaka u zapadne ekvivalente)
- Ova godina u Japanu Архивирано на веб-сајту  (22. јул 2011) Prikazuje trenutnu godinu u Japanu
- Preračunava kršćansku godinu u japansku godinu (sci.lang.Japan ČPP)